# Département de Leandro N. Alem
Le département de Leandro N. Alem est une des 17 subdivisions de la province de Misiones, en Argentine. Son chef-lieu est la ville de Leandro N. Alem.
Le département a une superficie de 1 070 km2. Sa population s'élevait à 41 670 habitants, selon le recensement de 2001 (INDEC).